# Micrathena triserrata
Micrathena triserrata là một loài nhện trong họ Araneidae.
Loài này thuộc chi Micrathena. Micrathena triserrata được Frederick Octavius Pickard-Cambridge miêu tả năm 1904.